# Григорово (Наро-Фоминский район)
Григорово — деревня в Наро-Фоминском районе Московской области, в составе сельского поселения Ташировское. Численность постоянного населения по Всероссийской переписи 2010 года — 30 человек, в деревне числятся 2 садовых товарищества. До 2006 года Григорово входило в состав Крюковского сельского округа.
Деревня расположена в западной части района, на безымянном левом притоке реки Шатуха (левый приток реки Плесенка), примерно в 11 км к западу от города Наро-Фоминска, высота центра над уровнем моря 186 м. Ближайший населённый пункт — Большие Горки в 0,5 км на сюго-запад.